# ティサ・カールマーン
ティサ・カールマーン（ハンガリー語: Tisza Kálmán、1830年12月16日 - 1902年3月23日）は、19世紀ハンガリーの貴族・政治家。オーストリア＝ハンガリー二重君主国のハンガリー王国首相を務め、15年間にわたる保守系長期政権を実現した。ドイツ名はカロマン（もしくはカールマーン）・ティサ（Koloman (Kálmán) Tisza von Borosjenő et Szeged ）

## 経歴
1830年、ハンガリー東部・ベーケーシュ県 Gesztでプロテスタント系の大地主貴族ティサ家に生まれる。1848年のハンガリー革命において、4月7日にバッチャーニ・ラヨシュを首相とする初の責任内閣が成立すると、若くして宗教・公教育相に就任した。しかし翌49年8月にハンガリー独立戦争が敗北に終わると、国外に亡命した。
その後帰国して、1861年には国会議員となる。1867年のアウスグライヒ締結に際しては、推進派で現実路線を志向する自由主義者デアーク・フェレンツと対立し、野党「中央左派」の中心となった。なお、カトリック信仰のハプスブルク家に対する反感が強かった。ところがその後アウスグライヒ支持に転向し、1875年に「デアーク党」と合同して自由党 (ハンガリー)を結成した。（同党はその後長くハンガリー王国議会で多数派を守ることとなる。）同年10月20日にハンガリー王国首相に任命されると1890年3月まで務めて、デアーク没後のハンガリー政治を領導した。
彼は大地主貴族を支持基盤とし、二重君主国期で最長となる15年にわたって保守派政権を維持した。その基本政策は、アウスグライヒ体制の維持によってハンガリーの利益を最大限引き出すことであった。例えばオーストリアとの共通関税制度においては、高関税の設定によって農業国ハンガリーの経済を保護し、外国産農作物の流入から自国農業（ひいては地主貴族の利益）を守ろうとした。また同時に、軍隊内におけるハンガリー語とドイツ語の対等性を実現しようとしたが大きな成果はなかった。その一方で、国内では非ハンガリー語地域に対してハンガリー語教育義務化を通じて同化政策を進め、スロヴァキア語による啓蒙文化運動を弾圧した。さらに社会主義者や労働者の運動に対しても弾圧が加えられた。
1890年3月に首相を辞任した後、1902年ブダペストで死去。子のイシュトヴァーンもハンガリーの首相を二度にわたり務め、父が引退した後のハンガリー政治を指導した。